# Fatschenkind

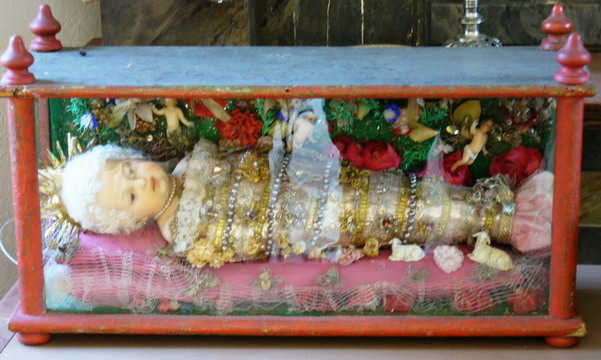
Fatschenkind von 1830 aus dem Kloster Gutenzell (Oberschwäbisches Museumsdorf Kürnbach)

Ein Fatschenkind, auch Fatschenkindl, Fatsche, Windelpaket, Büschel (Sudetenland), „Spielzeug“ (in Südtirol), ist ein Andachtsbild oder auch ein Gebildvotiv des Jesuskindes, das vor allem in Süddeutschland und Österreich verbreitet war. Die mit Bändern gewickelten („gefatschten“) Bildnisse bestehen zumeist aus Wachs, es sind jedoch auch Fatschenkinder aus Schmiedeeisen oder bemaltem Holz erhalten.

## Herleitung

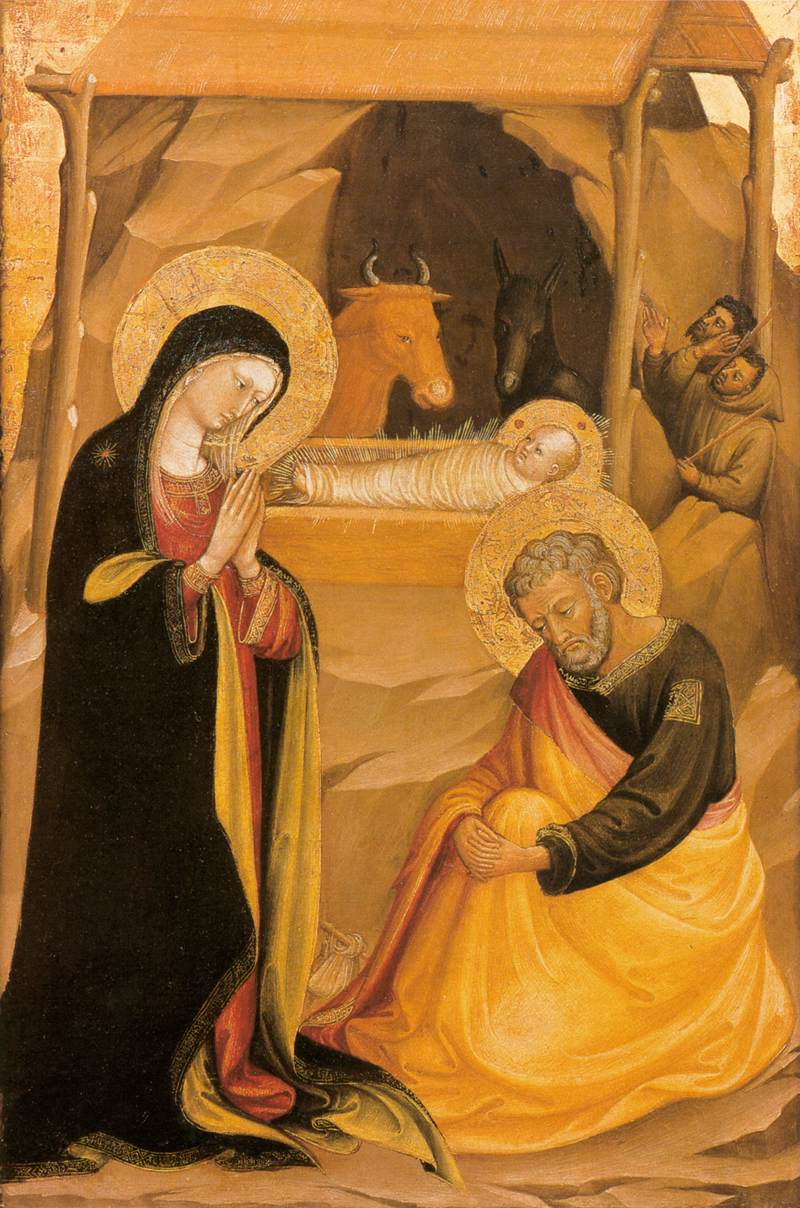
Die Geburt Christi, Altarbild von Bicci di Lorenzo aus der ersten Hälfte des 15. Jahrhunderts

Das Lukasevangelium beschreibt das Jesuskind in Windeln gewickelt (Lk 2,7 ). Die seit dem 3. Jahrhundert übliche Darstellung als Fatschenkind (von lat. Fascia, „Binde“, „Wickelband“) hingegen zeigt eine weit verbreitete Methode der Säuglingspflege (siehe zur modernen Form: Pucken). Dabei werden der gesamte Leib des Kindes und die Arme mit Bändern umwickelt. Das Fatschen der Säuglinge war im deutschsprachigen Raum bis in das 19. Jahrhundert üblich. Entsprechend wurde auch das Jesuskind dargestellt.

## Brauchtum und Kunstgeschichte
Im Mittelalter war es üblich, Novizinnen Figuren des Jesuskindes zu schenken, auch fertigten Nonnen solche Votivbilder an. Kostbar gekleidet und zuweilen in Glaskästchen geschützt, sollten Fatschenkinder der persönlichen Frömmigkeit dienen. Aus der Verwendung als Andachtsbild in der Zelle ergab sich auch der Beiname „Trösterlein“.
Auch zu dem seit dem Mittelalter und bis ins 19. Jahrhundert belegten Brauch des Kindelwiegens gehörte ein Fatschenkind: In der Kirche war die Krippe aufgestellt, in der ein Fatschenkind lag. Kinder tanzten vor ihm und sangen Weihnachtslieder, das Jesuskind wurde dabei in der Krippe gewiegt oder wurde von Arm zu Arm gereicht. Besonders beliebt hierbei war das aus dem 14. Jahrhundert stammende Lied Joseph, lieber Joseph mein. Dieses Brauchtum sollte die Menschwerdung Christi besonders anschaulich verdeutlichen. Elsässische Votivgaben in Gestalt eines Fatschenkindes zeigten die Andeutung eines Skelettes oder wenigstens der Rippen.
Am Heiligabend wurde in den Häusern im Herrgottswinkel ein Fatschenkind aufgestellt. Es handelte sich um ein in Seide, Spitzen und Rüschen eingefatschtes Wachsfigürchen in einem kleinen gerahmten Holzkasten mit einer Glasscheibe an der Schauseite. Den Körper bildete meist eine flache Stoff- oder Papierwalze. Die Innenwände des Kästchens sind mit buntem Papier, manchmal mit bestickter Seide, Steinen und Perlen ausgekleidet. Diese Kästchen wurden meist in Klöstern gefertigt.
Auch als Backform für Gebildbrote war die Darstellung des Fatschenkindes in Gebrauch.

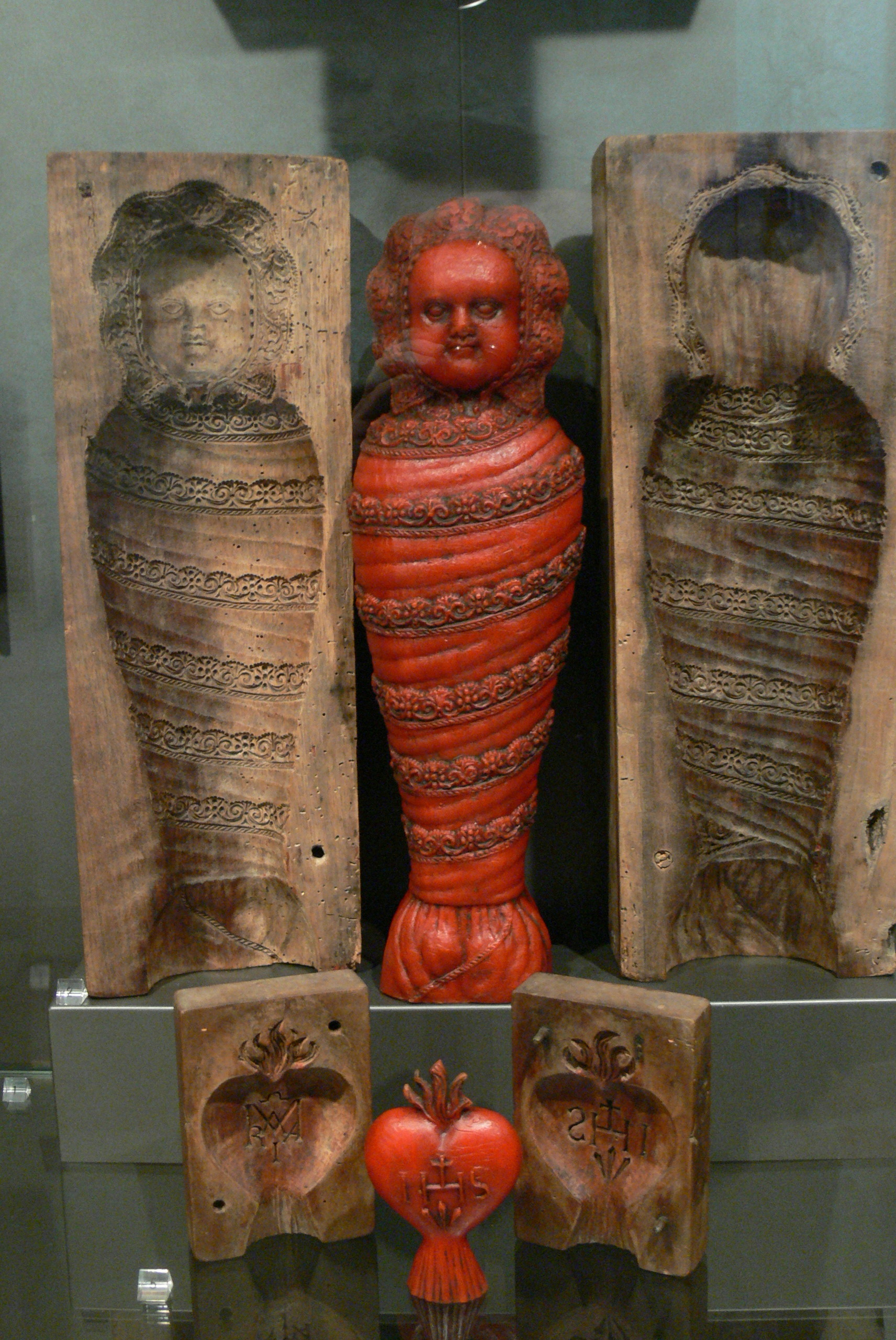
Fatschenkind mit Wachsmodel, 18. Jahrhundert, Oberhausmuseum Passau
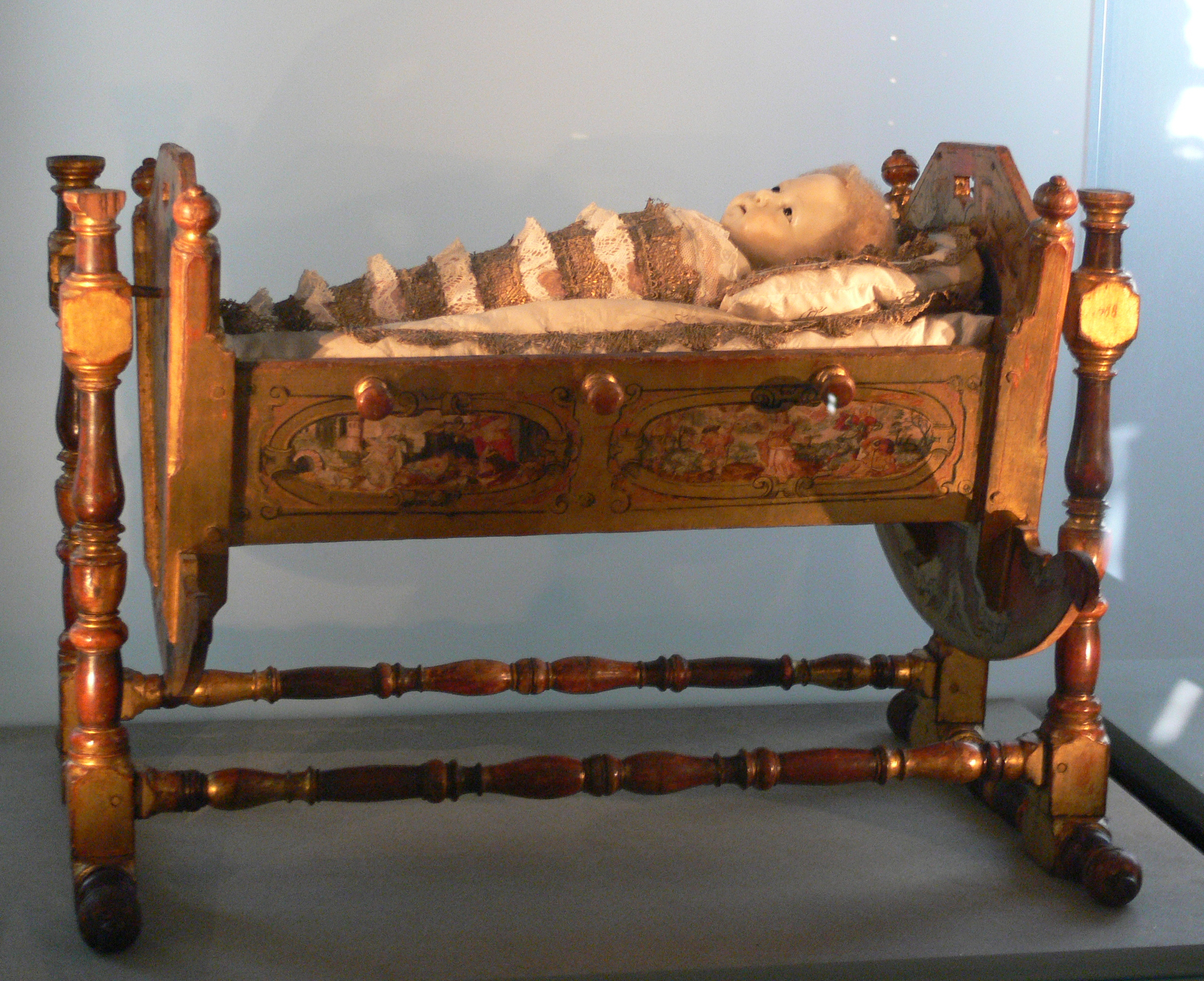
Wiege (1585) mit Fatschenkind des 18. Jahrhunderts (Bayerisches Nationalmuseum, München)
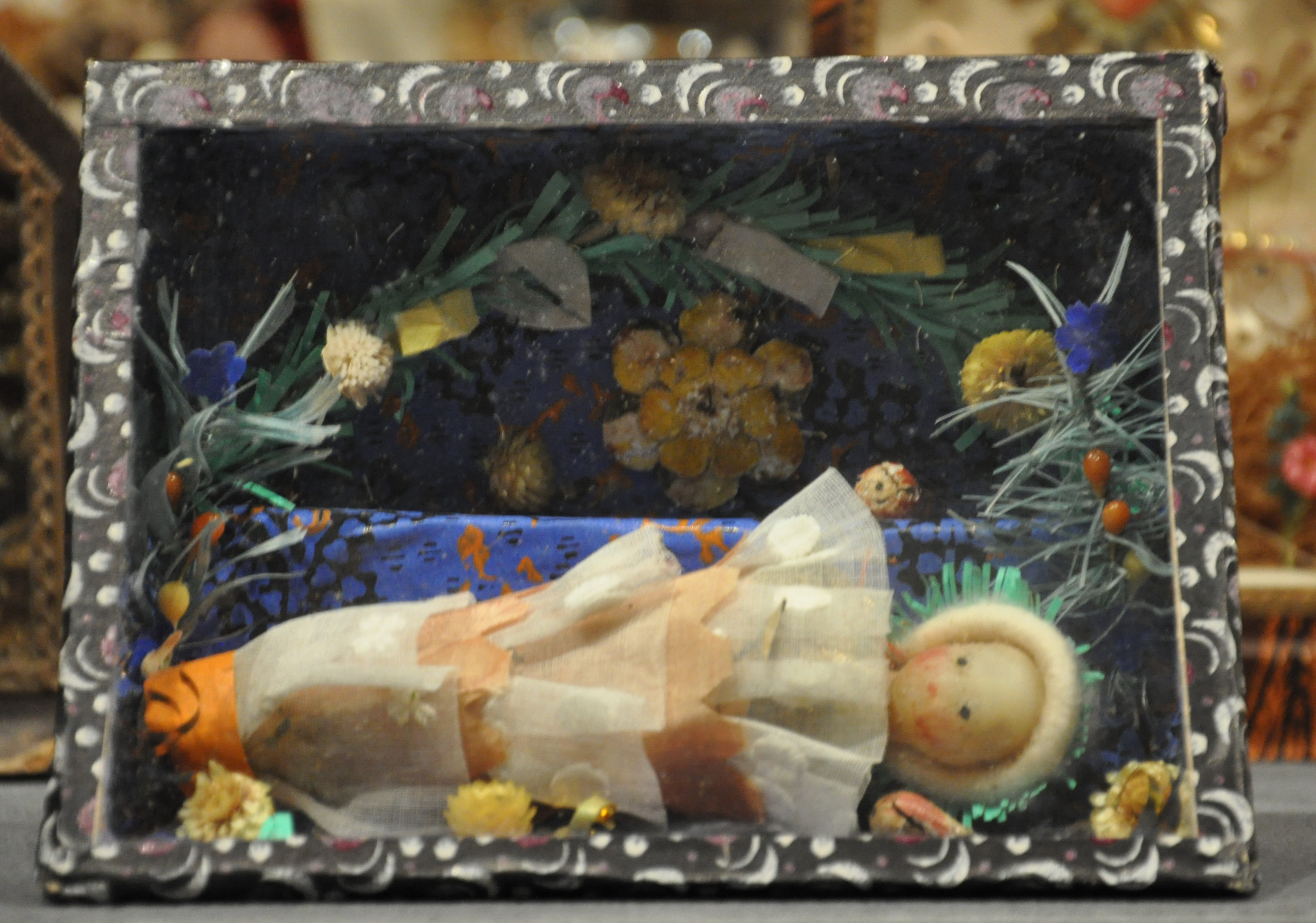
Klosterarbeit eines Fatschenkindes im Bregenzer Vorarlberg Museum
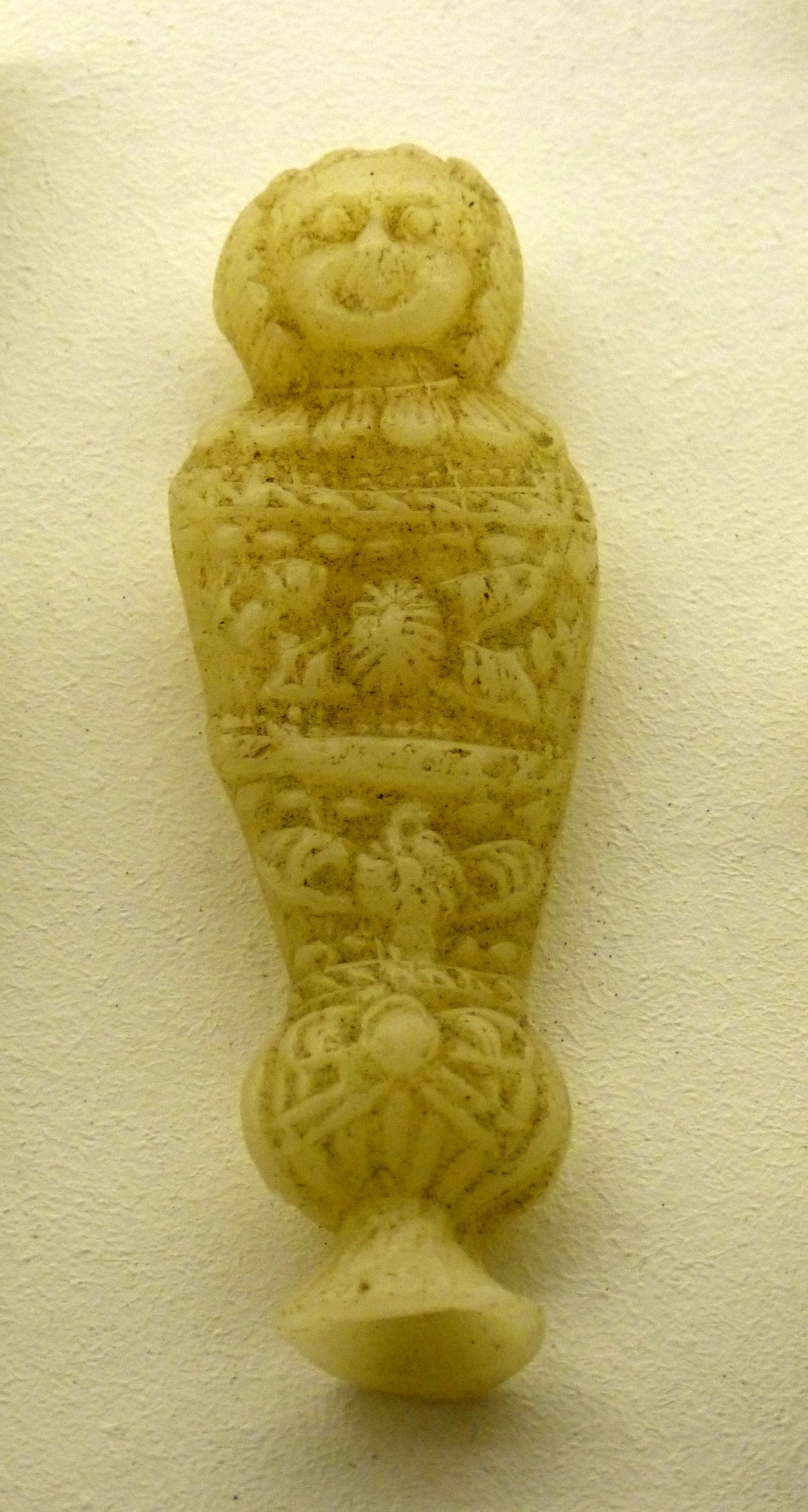
ex voto dargebrachtes Fatschenkind aus Wachs im Mühlviertler Schlossmuseum
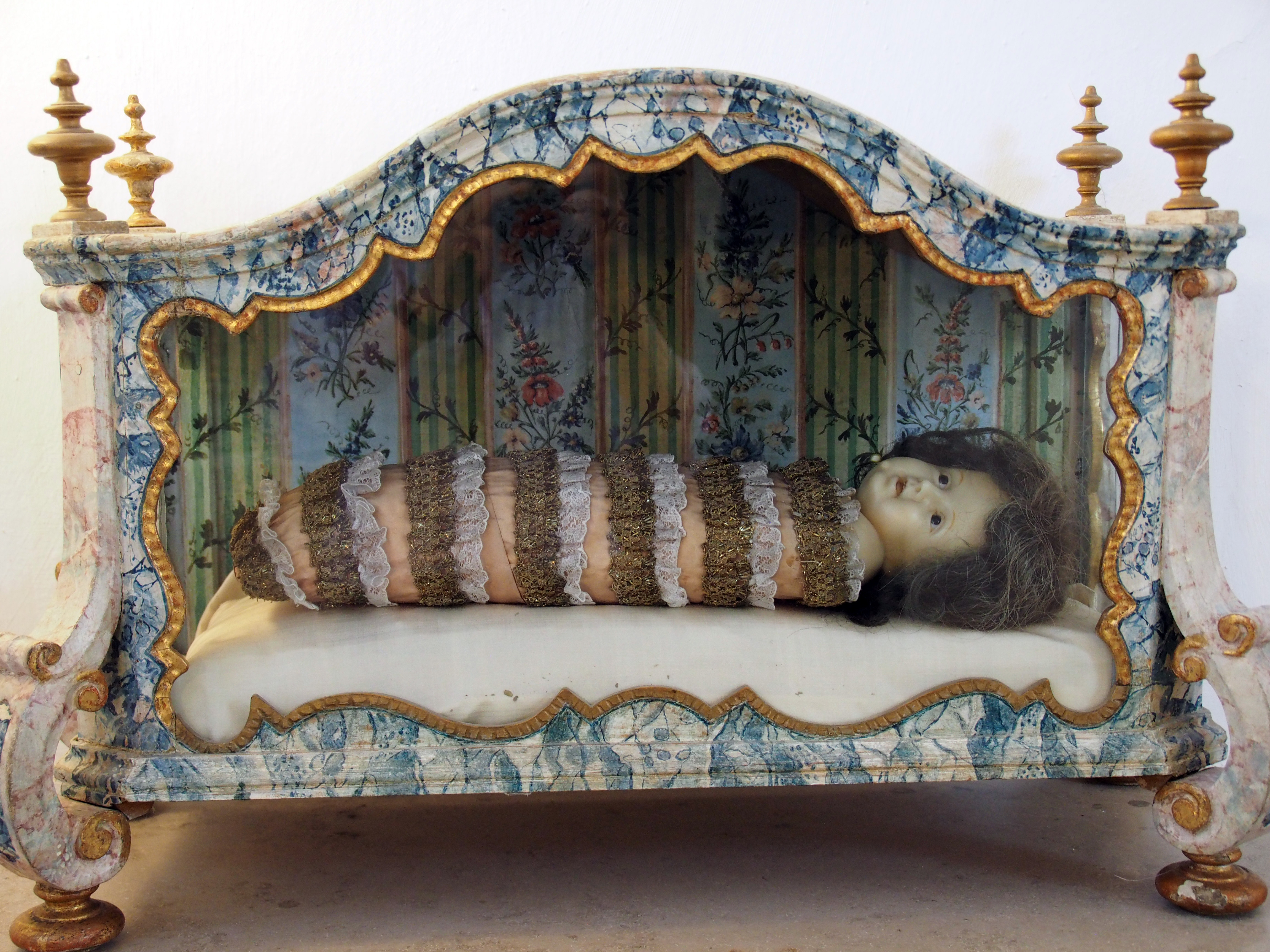
Fatschenkind aus Wachs im Schrein, Asamkirche Maria de Victoria Ingolstadt (Mitte 18. Jh.)